# Emirates Towers
Emirates Towers je komplex výškových staveb skládající se ze dvou mrakodrapů, věže Emirates Office Tower vysoké 355 metrů a 309 metrů vysokého hotelu Jumeirah Emirates Towers. Výškové budovy jsou spojené dvoupodlažní maloobchodní galerií "The Boulevard". Stavba se nachází v Dubaji ve Spojených arabských emirátech. Komplex je umístěn na významné ulici Sheikh Zayed Road a stal se jedním ze symbolů Dubaje.

## Popis
Emirates Office Tower obsahuje kancelářské prostory, je vysoká ke střeše 311 metrů, s anténou 354,6 metrů. Výstavba 20. nejvyšší budovy světa byla dokončena v listopadu 1999. 
Budova 5hvězdičkového hotelu skupiny Jumeirah Group Jumeirah Emirates Towers je vysoká 261 metrů po střechu a s anténou 309 metrů (42. nejvyšší budovou světa). Dokončena byla v roce 2000. 
Zajímavostí je, že věže mají podobný počet pater i přes rozdílnou výšku. Vyšší kancelářské věže Emirates Office Tower mají 54 pater, zatímco o 50 metrů nižší věž hotelu Jumeirah Emirates Towers má 56 pater. Důvodem je, že kancelářské věže mají výšku podlaží vyšší než věž hotelu. Komplex Emirates Towers se rozkládá na více než 570 000 m² (42 akrů) zahrad s jezírky s umělými vodopády. Parkoviště u komplexu nabízí stání až pro 1 800 automobilů.